# Мобильник (роман)
«Моби́льник» (англ. Cell) — роман американского писателя Стивена Кинга, написанный в жанре постапокалиптической научной фантастики с элементами ужаса. Впервые был опубликован в 2006 году издательством Scribner.
Согласно основной сюжетной линии, импульс, передаваемый через сотовые телефоны, повреждает мозг, вследствие чего люди становятся неким подобием агрессивных зомби — «мобилопсихами». Главный герой, художник комиксов Клайтон Ридделл, во главе с группой выживших, не пользующихся мобильными, пытается добраться до штата Мэн, чтобы спасти своего сына. По ходу действия мобилоиды, потерявшие человеческий облик, начинают проявлять признаки группового разума, а также использовать телепатию, телекинез, левитацию и гипноз.
Идея романа пришла автору во время прогулки по Нью-Йорку и наблюдения за людьми, разговаривающими по мобильным телефонам. Как противник использования сотового, Кинг в романе обращается к тематике технофобии.
Писатель участвовал в аукционе, по условиям которого победитель, заплативший наибольшую сумму, мог дать имя одному из второстепенных героев книги. Лот был продан за сумму свыше 20 тыс. долларов. Литературные критики отметили существенное влияние творчества Ричарда Мэтисона и Джорджа Ромеро, которым посвящён роман. Многие из них похвалили основную идею, но заметили, что возвращение писателя к стилю раннего творчества вызвало наигранный мелодраматизм повествования и схематичность персонажей.
Роман был экранизирован в 2016 г. Тодом Уильямсом; главные роли исполнили Джон Кьюсак и Сэмюэл Л. Джексон. Фильм получил разгромную критику.

## Сюжет
Молодой художник Клайтон Ридделл становится свидетелем того, как в одну минуту сходят с ума люди, разговаривавшие по сотовому телефону. Агрессивные безумцы набрасываются на окружающих, сея смерть и разрушение. Видя, что те, кто по телефону не разговаривали, остались нормальными, Клай понимает, что безумие распространяется по сотовой сети. Так как естественная реакция современного человека в случае любого происшествия — достать мобильник и позвонить, то количество мобилопсихов вырастает лавинообразно. Бостон погружается в хаос. Отбиваясь от мобилопсихов, Клай спасает жизнь случайному прохожему по имени Томас Маккорт. Вместе они решают пробираться в гостиницу, где остановился Клай. В гостинице к ним присоединяется девочка Алиса Максвелл, мать которой стала мобилопсихом на её глазах.
Клай переживает о своей жене и сыне Джонни, у которого тоже есть сотовый телефон. Чтобы узнать, что с ними произошло, Клай и его друзья решают идти на север. В небольшом городке Гейтен они встречают единственных оставшихся в здравом уме жителей — студента Гейтенской академии мальчика Джордана и его престарелого директора Чарльза Ардая. Наблюдая за мобилопсихами, они обнаруживают, что их поведение уподобилось поведению общественных животных, таких, как пчёлы, или муравьи, при этом их «групповой разум» обладает сверхчеловеческими способностями: телепатия, частичный телекинез, зачатки гипноза. Активные в светлое время суток, мобилопсихи с наступлением темноты собираются в «стадо» и впадают в оцепенение на фоне играющей музыки.
Осознав, что ночью мобилопсихи не представляют опасности, Клай и остальные «норми», как стали называть себя нормальные люди, решают уничтожить гейтенское «стадо». Подогнав на стадион, где мобилопсихи располагались на ночь, две автоцистерны со сжиженным пропаном, они взрывают их вместе со «стадом». В ярости мобилопсихи убивают всех «норми», укрывшихся в домах Гейтена. Предводитель мобилопсихов — некий Порватый при помощи телепатии объявляет Клая, Тома, Алису и Джордана «безумными». После этого они начинают видеть сны о будущем, которое подготовил для них Порватый: их четверых и ещё двух таких же, как и они «безумных» мужчин и беременную женщину казнят на площади. Под воздействием гипноза Порватого Чарльз Ардай покончил жизнь самоубийством, для того, чтобы группа быстрее выдвинулась вперёд. После этого они встречаются со спидером по кличке Пушкарь. У них завязывается конфликт и Пушкарь решает отомстить. Ночью он устраивает засаду и кидает в Алису шлакоблок, который раскалывает ей череп, и Алиса умирает в агонии. Впоследствии выясняется, что группа Порватого казнила Пушкаря, так как убившие стадо носили статус неприкасаемых.
Вскоре после этого группа встречают троих людей из своего сна, также уничтоживших стадо, и идут дальше с ними. Клай, из записки сына, узнаёт, что его жена стала мобилоидом, а Джонни укрылся в муниципалитете. Они находят записку Джонни, о том, что они идут в Кашвак — место, в котором нет сотовой связи. Порватый призывает всех «норми» идти в город Кашвак и первоначально группа считает, что там можно укрыться от эпидемии. Однако в сновидении Клай видит, что Джонни, как и многие другие, стал жертвой «Мобилобинго», проведённого Порватым с целью «вышибить мозги» всем «норми». У входа в Кашвак внушением всех людей заставляли звонить по телефону, что превращало их в новых мобилоидов. По пути Рэй оканчивает жизнь самоубийством, отдав перед смертью Клаю записку с номером. Когда же они наконец добираются в Кашвак, ночью группа устраивает побег. Клай, путём логических рассуждений, вычисляет, что в автобусе, на котором они прибыли, находится взрывчатка, и понимает, что звонок по номеру активирует детонатор. Смерть Рэя была необходима для того, чтобы Порватый не узнал о задуманном телепатически.
После уничтожения стада Клай решает искать сына. Джордан говорит ему, что, возможно, программа, которая была прозвана, как Импульс, содержит червя, который начал менять программу, что дало такие побочные эффекты, как левитация, телекинез у людей поколения Порватого, и что дальше программа даёт все большие сбои, и последние «норми», которые получили Импульс, могут не спать по ночам и у них появляются зачатки речи. Но при этом сохранилась резервная копия тех воспоминаний, которые были у людей до Импульса. Чтобы всё вернуть на своё место, нужно дать Джонни ещё один Импульс и тогда, два червя в программе, возможно, сожрут друг друга и Джонни может стать прежним. Но Клай боится это делать, потому что риск велик. Клай уходит и советует друзьям уйти подальше от зоны покрытия сети и перезимовать, потому что зима убьёт оставшихся в живых мобилолоидов, не способных укрыться от холода или найти себе пропитание. Клай находит сына, ставшего мобилопсихом и они вместе едут навстречу друзьям. С каждым днём Джонни становится хуже. В финальной сцене Клай включает на мобильнике вызов (на № 911) и подносит к уху сына сотовый телефон.

## Создание

### Идея
Идея романа пришла автору, когда он гулял по улицам Нью-Йорка. Выйдя из отеля, писатель встретил женщину, говорящую по мобильному. Кинг подумал, что она может получить сообщение по сотовому, и не в силах ему противиться, начнёт убивать людей, пока сама не погибнет. «Все возможные последствия начали подпрыгивать в моей голове, как шары в пинболе. Если и другие получили такое же сообщение, то все люди с мобильниками начнут сходить с ума. Нормальные люди увидят это, и первое, что они сделают — позвонят своими друзьями и семьями. Так эпидемия будет распространяться, как ядовитый плющ». Позже Кинг увидел мужчину, одетого в деловой костюм и, казалось бы, разговаривающего с самим собой. Кингу показалось, что подобный разговор в общественном месте создаёт для говорящего другую «реальность», отличную от нормы, чего автор опасался. Только подойдя ближе, Кинг понял, что человек разговаривал по мобильному телефону с помощью гарнитуры. Этот диссонанс человека, оторванного от реальности, но одетого в деловой костюм и навеяло концепцию произведения. В этот момент автор понял, что действительно хочет написать эту историю.
Во время подготовки к написанию книги Кинг прочёл много литературы о сотовом бизнесе и начал обращать внимание на вышки сотовых башен. Кинг считал роман актуальной книгой, которая сосредотачивается на том, как люди разговаривают друг с другом. Из-за конъюнктурности романа он мог выглядеть устаревшим через какое-то время, но его это не волновало: «Даже античные вещи имеют определённое значение». Поклонники часто присылали Кингу гневные письма, связанные с открытыми финалами его книг. Так вышло и с «Мобильником». В конце концов Стивен Кинг написал на своём веб-сайте, что для сына Клая всё закончилось хорошо: «На самом деле, мне никогда не приходило в голову, что с Джонни может быть что-то не в порядке». Автор отмечал, что у него не было свободного времени для доработки книги, поскольку её необходимо было сдавать издателю. Поэтому он сравнивал роман с незапланированной беременностью, а процесс написания — с развлечением. Кинг, считая себя технофобом, не скрывал своего презрения к мобильным телефонам. Он называл их «оковами рабов» XXI века и отмечал, что при наличии сотового человека всегда можно найти. Кинг не пользуется мобильным телефоном.
Произведение было написано на компьютере в период с 30 декабря 2004 по 17 октября 2005 года, преимущественно в Сентр-Лоувелл, штат Мэн. Писатель несколько раз перечитывал текст, чтобы внести необходимые правки. Жена Стивена Кинга, Табита, похвалила черновой вариант романа. Первая версия «Мобильника» была написана всего за четыре месяца. Редактором книги, как и в большинстве других работ, выступил Чак Веррилл. По словам Кинга, Веррилл «проделал отличную работу», учитывая, что в спешке написанный роман походил на «полуфабрикат». Роберт Финн собирала различного рода материалы по сотовым телефонам и теориям об основах психики. Всех их автор поблагодарил в разделе «Благодарности». Роман посвящён Ричарду Мэтисону и Джорджу Ромеро.
Для обложки романа была выбрана работа Марка Статзмена. В ней было изображено, как в луже крови лежит телефон-раскладушка, чашка из-под кофе и отражается «жуткая фигура». Чарльз Ардай (англ. Charles Ardai) был назван в честь редактора книги «Парень из Колорадо». В книге один из мобилопсихов бормочет «аббалабаббала», что, возможно, является намеком на Алого Короля. Там же встречаются и другие намёки на цикл «Тёмная башня». В частности описание комикса «Тёмный Странник» и его героев напоминает комикс «Тёмная Башня», а в одной из сцен упоминается детская книжка с поездом Чарли Чу-Чу, что отсылает к событиям третьей книги «Бесплодные земли».

### Аукцион
Стивен Кинг выставил на аукцион eBay под лотом с номером 6559998991 роль одного из убийц зомби. Он заявил, что даст имя победителя, заплатившего наибольшую сумму, одному из своих героев. Первоначально акция задумывалась как творческий сбор средств для некоммерческой организации First Amendment Project, оказывающей юридические услуги в области защиты свободы слова. Аукцион быстро стал самой популярной услугой сайта.

Один (и только один) герой, указанный в романе, который называется МОБИЛЬНИК, сейчас в работе и появится либо в 2006, либо в 2007 году. Покупатель должен знать, что МОБИЛЬНИК — работа жестокая, которая будет наполнена зомби, запущенными по сигналам мобильного телефона, который уничтожает мозг. Как дешёвый виски, она очень противна и исключительно насыщенна. Персонаж может быть мужчиной или женщиной, но покупатель, который хочет умереть, должен в таком случае быть женщиной. В любом случае, я прошу физическое описание победителя аукциона, включая клички (может быть вымышлена, мне все равно).
Оригинальный текст (англ.)«One (and only one) character name in a novel called CELL, which is now in work and which will appear in either 2006 or 2007. Buyer should be aware that CELL is a violent piece of work, which comes complete with zombies set in motion by bad cell phone signals that destroy the brain. Like cheap whiskey, it’s very nasty and extremely satisfying. Character can be male or female, but a buyer who wants to die must in this case be female. In any case, I’ll require physical description of auction winner, including any nickname (can be made up, I don’t give a rip).»
— Стивен Кинг
Аукцион продолжался десять дней с 8 по 18 сентября 2005 года, и эту роль купила домохозяйка Пэм Александер (англ. Pam Alexander) из Форт-Лодердейла (штат Флорида), заплатившая 25 100 долларов. Она сделала подарок своему брату Рею Хуизенге (Ray Huizenga), именем которого в итоге и был назван персонаж, убивший себя выстрелом в голову. Пэм Александр хотела порадовать своего брата, являющегося поклонником творчества писателя: «Это, безусловно, экстравагантно, но это дело, которое стоит сделать раз в жизни». Девушка обошла Пола Стигмана (англ. Paul Stegman) из города Папиллион (штат Небраска), готового взять кредит в залог дома, по его словам, чтобы «обрести бессмертие». Помимо Кинга, в подобной акции участвовали Джон Гришэм, Дэйв Эггерс, Нил Гейман и около двухсот покупателей. Персонаж Кинга был продан за наибольшую сумму; следующим был Гришем, имя героя которого приобрели за 12 100 долларов.

### Публикация
В честь десятилетия сайта Amazon.com в июле 2005 года был выпущен отрывок из романа под названием «Импульс». Впоследствии первые две главы произведения были опубликованы на сайте журнала Entertainment Weekly. Из-за работы над «Мобильником» и «Историей Лизи» был отодвинут выпуск серии комиксов по циклу «Тёмная Башня». Роман появился в продаже 24 января 2006 года. Этот период был выбран из-за того, что Джон Гришем задерживал очередную книгу, вследствие чего в расписании появилось окно. В том же месяце на кассетах и компакт-дисках можно было приобрести и аудиокнигу, начитанную Кэмпбеллом Скоттом. Она была выпущена издательством Simon & Schuster. Первый тираж произведения составил 1 миллион 100 тысяч экземпляров. Несмотря на то, что «История Лизи» была написана раньше «Мобильника», издатель решил первым опубликовать рукопись о мобилопсихах, поскольку посчитал, что это поднимет продажи следующей книги.
Scribner давал возможность пользователям купить аудиозапись, произнесённую Кингом, в качестве мелодии звонка, в которой звучало: «Осторожно, возможно следующий звонок будет для вас последним». Другая запись вещала: «Всё Ok, это норми звонит». Кинг также предлагал издательству вариант: «Не отвечай, не отвечай», но он был отвергнут. Маркетинговая команда писателя организовала отправку 100 тысяч текстовых сообщений на мобильные телефоны с текстом: «Возможно следующий звонок будет для вас последним. Присоединяйтесь к VIP-клубу Стивена Кинга на www.cellthebook.com». Каждый получатель давал согласие на получение СМС. На этом сайте также распространялись обои для рабочего стола. Вырученные деньги должны были компенсировать стоимость рекламной кампании. Согласно маркетинговым исследованиям, предполагаемая аудитория романа на 55 % состояла из мужчин в возрасте от 18 до 54 лет. В акции также участвовала Deutsche Telekom; реклама книги появлялась в Yahoo. Подобная кампания обычно не практиковалась в книжном бизнесе, однако писатель решил её использовать, посчитав модель жизнеспособной.
Тем не менее, некая Лэси Саттерфилд (англ. Laci Satterfield), которой поступило сообщение с рекламой «Мобильника» обратилась в окружной суд Северной Калифорнии к Simon & Schuster в связи с нарушением закона о телекоммуникациях. Первоначально иск был отклонён, однако Апелляционный суд девятого округа в Сан-Франциско отменил решение суда первой инстанции. Покупатели также получали двенадцатистраничный отрывок «Истории Лизи». Правами на цифровое издание романа обладала компания Findaway. Издательство Scribner отказалось от идеи распространения гранок, чтобы предотвратить появление «Мобильника» на eBay до официального выхода книги в продажу. В России «Мобильник» впервые появился в 2006 году переводе Виктора Вебера. Как и многие другие работы, текст был выложен в сети для внесения в него правок и замечаний книголюбами. Снабжённый комментариями, перевод получился выверенным и оставлял «приятное впечатление».

## Критика
По итогам 2006 года роман был номинирован журналом «Мир фантастики» в категории «Книги — Лучшая зарубежная мистика, триллер, городское фэнтези», а также «Герои и события — Самый страшный проект». Перевод произведения был удостоен номинацией на литературную премию Сигма-Ф, 2007 (Лучшее зарубежное произведение). «Мобильник» также получил номинацию на The Quill Awards в категории научная фантастика/фэнтези/хоррор вместе с седьмой книгой цикла «Тёмная Башня». После выпуска книга заняла первое место по продажам фантастики в твёрдом переплёте. За 2006 год среди фантастических романов по продажам «Мобильник» расположился на восьмой строчке. Также вошёл в список бестселлеров по версии Publishers Weekly за тот же год.
Кэролл Мэммотт, обозреватель USA Today писала, что искалеченные сумасшедшие и общий уровень насилия в книге достойны фильма ужасов с рейтингом R. Кинг тычет пальцем в больное место, когда «норми» размышляют о Люцифере и Великой скорби. В мире, сошедшем с ума, в неутомимой погоне за выживанием Кинг позволяет некоторым персонажам держаться за семейные связи. Брендан О’Нил отметил: «Для фанатов Кинга „Мобильник“ представляет собой долгожданное возвращение […] возвращение к истокам, к реальному миру, который у него получается лучше всего». Эрика Нуннен, критик газеты The Boston Globe назвала роман не вдумчивым, а персонажей — двумерными. Кэрол Голдберг, обозреватель Chicago Tribune, обратила внимание на то обстоятельство, что Кинг так и не даёт однозначного ответа, почему возник «Импульс», а также, что зло в книге представлено в виде «раздражающего артефакта современных технологий». Джордж Мартин похвалил новаторскую идею развития зомби и их пристрастия к плохой рок-музыке. Он писал, что в книге нет недостатка в жутких сценах. Более сдержано писатель отзывался о личности главного героя, человечности которому придаёт исключительно забота об эскизах собственного комикса «Тёмный Странник». «Мобильник» периодически поднимается до уровня хоррора, но никогда не достигает истинного ужаса, не говоря уж о высотах, взятых лучшими работами писателя.
Журналист Вадим Эрлихман считал, что «Мобильник» живо напоминает о раннем творчестве писателя — на страницах романа много крови и спецэффектов и минимум психологии. Посвящение Ромеро и Мэтисону критик нашёл неслучайным — появление зомбиподобных мобилопсихов в Америке напоминает сюжет «Ночи живых мертвецов», а история новой расы, вытесняющей человечество дублирует фабулу романа «Я — легенда». Сюжет выглядит искусственным, а герои — схематичными и не вызывающими сочувствия, за исключением Алисы. В книге отсутствует обострённое внимание к внутреннему миру героев. Остаётся только внешнее мастерство описания кровавых сцен, которые «забываются уже через страницу». Во многом согласился с этой точкой зрения и Владимир Пузий, сотрудник «Мира фантастики». Удачно выбранное допущение, напоминающее о старых романах Кинга, позволяет автору создать жуткую картину апокалипсиса, «на таком фоне исследовать глубины человеческой души, прописывать тонкости и нюансы оказывается как бы и необязательно». Наиболее слабым местом романа обозреватель назвал отсутствие переживаний за сына главного героя — Джонни выглядит гораздо менее живым, чем спутники главного героя и не вызывает особого интереса. Похвалил рецензент живое и убедительное описание краха западной цивилизации и метаморфозы, происходящие с мобилопсихами.
Джанет Мэслин, критик The New York Times считала, что книга является квинэссенцией событий 11 сентября, урагана Катрина и анархии в Ираке. Роман представляет мир мобильных телефонов как Вавилонскую башню, окутанную паутиной. Часть книги посвящена изучению неотъемлемой тьмы человеческой природы. Импульс создаёт людей, лишённый социальных ограничений и показывает адский разврат с картин Иеронима Босха. Появление Алисы придаёт книге Кэрролловскую нотку. «Мобильник», начинающийся с одной реальной идеи, позже опускается на туманный фантастический ландшафт; традиционное кинговское повествование полно признаками времени. Другой сотрудник этого же издания, Дэйв Ицкофф, счёл, что написанное находится где-то в спектре между Эмили Пост и Владом Цепешом. По его мнению, эффективный зомби-апокалипсис обладает двумя качествами. Во-первых, он должен исполнять желание аудитории по демонстрации актов насилия, вызванных крахом цивилизации. В этом отношении произведение не разочаровывает. Во-вторых, хорошая зомби-история должна предлагать свежие идеи об основах человеческой природы, чтобы скоротать время между эпизодами каннибализма. Это второе условие получилось более неуклюже — персонажи оплакивают состояние современного рок-н-ролла или размышляют об идеях выживания по Фрейду.
Патрик Маклир назвал роман самой смелой социально-политической работой Кинга за последние 18 лет. Это произведение напоминает «Противостояние», переписанное для нового тысячелетия без духовной или моральной ориентации, без четких границ между добром и злом и без надежды на новый завтрашний день. «Мобильник» идет вразрез с раним утверждением писателя, что ядром человеческого состояния являются любовь, доброта и доверие. На самом деле позиционируемые прессой как зомби мобилопсихи таковыми не являются. Они живые, дышащие люди, которые ушли по эволюционной лестнице к своему начальному состоянию — агрессии и инстинктам; бессмысленные рабы своей зависимости от технологий. Кинг озвучивает идею человеческой агрессии как механизма, обеспечивающего выживание вида. Он цитирует Конрада Лоренца и продолжает изучать эту циничную, пессимистичную, но полностью реалистичную тему через голос Чарльза Ардая. Кинг «показывает отражение, которое нам не нравится — наше собственное».
Наиболее резкой в романе является смерть Алисы Максвелл. Этот невинный подросток сродни Кэрри Уайт, Фрэн Голдсмит, Трише Макфларленд и Бев Марш. С Алисой Кинг представляет персонажа, «которого мы знаем и любим», ставит её в безвыходное положение, смотрит как она делает нравственный выбор, дает ей ведущую роль, а затем из-за глупой причины жестоко убивает её рваным куском шлакоблока. Кинг не дарует Алисе быструю смерть. Она страдает в течение нескольких часов в полубессознательном состоянии, прежде чем умереть. «Она была невинным, сильным, морально неповрежденными персонажем, который должен был существовать в мире приличных людей, а не „смертоносных ублюдков“. В более ранних работах Кинга, можно утверждать, что она выжила бы […] Становится ясно: жизнь жестока и несправедлива, и мир является опасным местом, даже для тех, кто делает правильный моральный выбор». В романе не была затронута тема божественного, писатель лишь демонстрирует «ужасные и реалистичные сцены человеческой глупости».

## Экранизация
Первоначально фильм по книге должен был появиться в 2009 году. Режиссёром картины был назначен Элай Рот. Сценарий был написан Лари Каразевски и Скоттом Александром. Однако после критики кинокартины «Хостел 2» Рот заявил, что больше не будет снимать фильмы ужасов, после чего ушёл из проекта. Сценарий переписал сам Стивен Кинг под редактурой Адама Алека (англ. Adam Alleca), а режиссёром ленты стал Тод Уильямс. Роль Клая Риделла получил Джон Кьюсак, а Тома Маккорта — Сэмюэл Л. Джексон. Оба актёра ранее работали над экранизацией рассказа «1408». Позже к ним присоединились Стейси Кич (Чарльз Ардай) и Изабель Фурман (Алиса Максвелл). Кьюсак отметил, что Кинга легко адаптировать: «Его идеи имеют жизненно важное значение. Он представляет вещи до того, как они произойдут[…] Мне нравится работать с ним». Съёмки стартовали в мае 2013 года. Мировая премьера фильма состоялась 8 июля 2016 года. Экранизация получила рекордно низкие оценки критиков — рейтинг «Мобильника» на Rotten Tomatoes 0 процентов из 100. Фильм был обруган за отсутствие разумного сюжета, интересных героев и внятного финала.